# Джорджі Велкам
Джорджі Велкам (ісп. Georgie Welcome, нар. 9 березня 1985, Роатан) — гондураський футболіст, нападник клубу «Драгон». Виступав за національну збірну Гондурасу.

## Клубна кар'єра
У дорослому футболі дебютував 2004 року виступами за команду клубу «Арсеналь Роатан», в якій провів чотири сезони.
Своєю грою за цю команду привернув увагу представників тренерського штабу клубу «Мотагуа», до складу якого приєднався 2008 року. Відіграв за клуб з Тегусігальпи наступні три сезони своєї ігрової кар'єри. Більшість часу, проведеного у складі «Мотагуа», був основним гравцем атакувальної ланки команди. У складі «Мотагуа» був одним з головних бомбардирів команди, маючи середню результативність на рівні 0,37 голу за гру першості.
Частину 2011 року провів в оренді в «Монако».
Згодом до 2016 року грав у складі команд клубів «Атлас», «Мотагуа», «Депортіво Платенсе», «БЕК Теро Сасана», «Роял Таї Неві», «Марафон» та «Депортіво Платенсе».
До складу клубу «Драгон» приєднався 2017 року. Відтоді встиг відіграти за команду із Сан-Мігеля 8 матчів в національному чемпіонаті.

## Виступи за збірну
З 2008 по 2013 роки виступав в офіційних матчах у складі національної збірної Гондурасу.
У складі збірної був учасником розіграшу Золотого кубка КОНКАКАФ 2009 року у США, чемпіонату світу 2010 року у ПАР.

## Титули і досягнення
- Переможець Центральноамериканського кубка: 2011